# Corporación Financiera Alba
Corporación Financiera Alba (kurz: Alba) ist eine spanische Beteiligungsgesellschaft, die in Unternehmen in ganz Spanien und Büroimmobilien in Madrid und Barcelona investiert. Die Gesellschaft ist börsennotiert und Teil der „March Group“, einem Unternehmen, das auf die Familie von Juan March zurückgeht. Alba tätigt innerhalb der Gruppe alle strategischen Investitionen außerhalb des Finanz- oder Versicherungssektors.

## Beteiligungen
Einige Beteiligungen des Unternehmens umfassen:
| Unternehmen                 | Branche                       | Anteil            |
| --------------------------- | ----------------------------- | ----------------- |
| Acerinox                    | Montanunternehmen             | 19,0 %            |
| Indra Sistemas              | Telekommunikationstechnologie | 10,5 %            |
| Ebro Foods                  | Lebensmittel                  | 12,0 %            |
| Bolsas y Mercados Españoles | Börsen                        | 12,1 %            |
| Viscofan                    | Lebensmittel                  | 11,9 %            |
| Euskaltel                   | Telekommunikation             | 11,0 %            |
| Parques Reunidos            | Freizeitparks                 | 20,0 %            |
| CIE Automotive              | Automobilzulieferer           | 10,0 %            |
| Gas Natural                 | Versorger                     | 5,2 % (mittelbar) |